# Dorfkirche Mühlenbeck

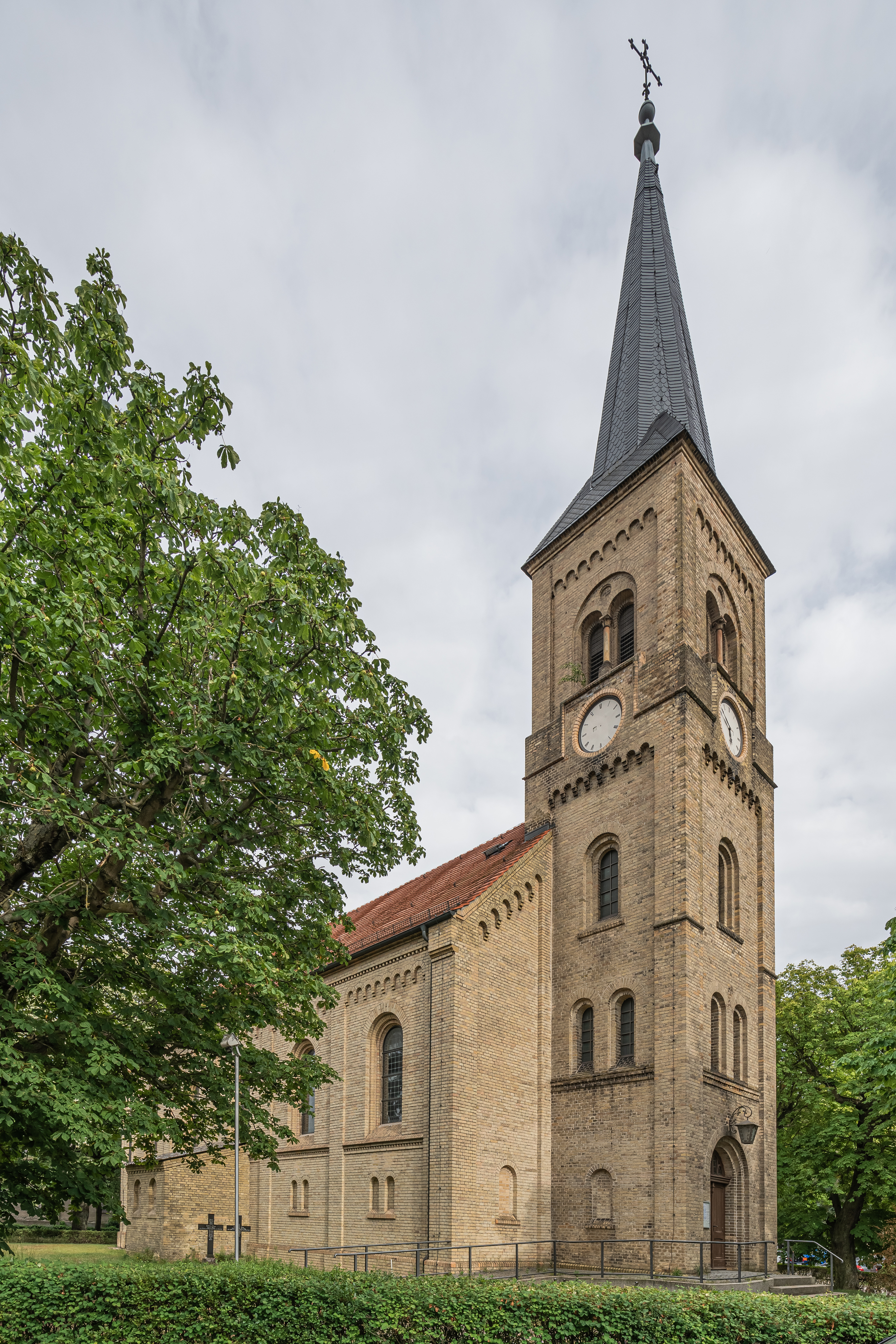
Dorfkirche Mühlenbeck

Die Dorfkirche Mühlenbeck ist ein neuromanisches Kirchengebäude im Ortsteil Mühlenbeck der Gemeinde Mühlenbecker Land im Landkreis Oberhavel des deutschen Bundeslandes Brandenburg.

## Architektur
Der einschiffige Saalbau wurde aus gelben Ziegeln im Stil der Stüler-Schule in den Jahren 1871–1874 errichtet. Das Kirchenschiff hat fünf Fensterachsen. Den Ostabschluss bildet eine fensterlose Halbkreisapsis. Im Westen befindet sich der Kirchturm auf quadratischem Grundriss mit einem oktogonalen Spitzhelm.

## Innengestaltung
Im 1983–86 restaurierten Inneren befindet sich eine dachförmig ansteigende Holzdecke mit von geschnitzten Drachenköpfen gehaltenen Zugankern. Auf den Längswänden befinden sich großfigurige, ausdrucksstark gemalte biblische Gleichnisse. Diese wurden 1935/36 von Kurt Dittebrand geschaffen und 1996 von Rudi Baudis restauriert. Das monumentale Jüngste Gericht in der Apsis ist 1983/86 übertüncht worden.